# 1989
Pour les articles homonymes, voir 1989 (homonymie).
Cette page concerne l'année 1989 (MCMLXXXIX en chiffres romains) du calendrier grégorien.
L'année 1989 est une année commune qui commence un dimanche. Cette année est marquée par le bicentenaire de la Révolution française et la chute du mur de Berlin le 9 novembre, marquant un terme à la guerre froide divisant le monde en deux blocs depuis 1945.

## En bref
- 15 février : retrait définitif de l’armée rouge d’Afghanistan.
- 4 juin : l’armée chinoise réprime la manifestation démocratique sur la place Tian’anmen à Pékin. Le massacre ruine temporairement le prestige de la Chine, mise au ban de la communauté internationale.
- 25 août : la sonde spatiale Voyager 2 survole Neptune, dernière des huit planètes du système solaire à avoir été visitée au moins une fois par une sonde spatiale[1].
- 9 novembre : chute du mur de Berlin, marquant la fin symbolique de la guerre froide.
- 2 décembre : sommet de Malte de deux jours entre Gorbatchev et George H. W. Bush, au cours duquel ce dernier déclare que la guerre froide est terminée[2].
- 16-22 décembre : révolution roumaine.
- 20 décembre : invasion du Panama par les États-Unis.
- 22 décembre : Révolution Roumaine et renversement de Ceausescu

## Relations internationales
- 22 mars : convention de Bâle sur le contrôle des mouvements transfrontières de déchets dangereux et de leurs éliminations[3].
- 27 juin : convention 169 de l’organisation internationale du travail relative aux peuples indigènes et tribaux[4].
- 14-16 juillet : sommet de l’Arche, réunion du G7 à La Défense[5].
- 5 octobre : le prix Nobel de la paix est attribué au dalaï-lama, Tenzin Gyatso[6].
- 20 novembre : votée à l’unanimité par l’Assemblée générale des Nations-Unies de la convention relative aux droits de l’enfant[7].
- 15 décembre : Convention de Lomé IV entre la CEE et 69 ACP[8].

## Événements

### Afrique
- 4 janvier : incident du Golfe de Syrte. Deux F-14 Tomcats américains abattent deux MiG-23 libyens[9].
- 9 janvier : début d’une grève « d’avertissement » des étudiants et des enseignants au Bénin[10].

- 17 février : création de l’Union du Maghreb arabe entre l’Algérie, la Libye, le Maroc, la Mauritanie et la Tunisie[9].

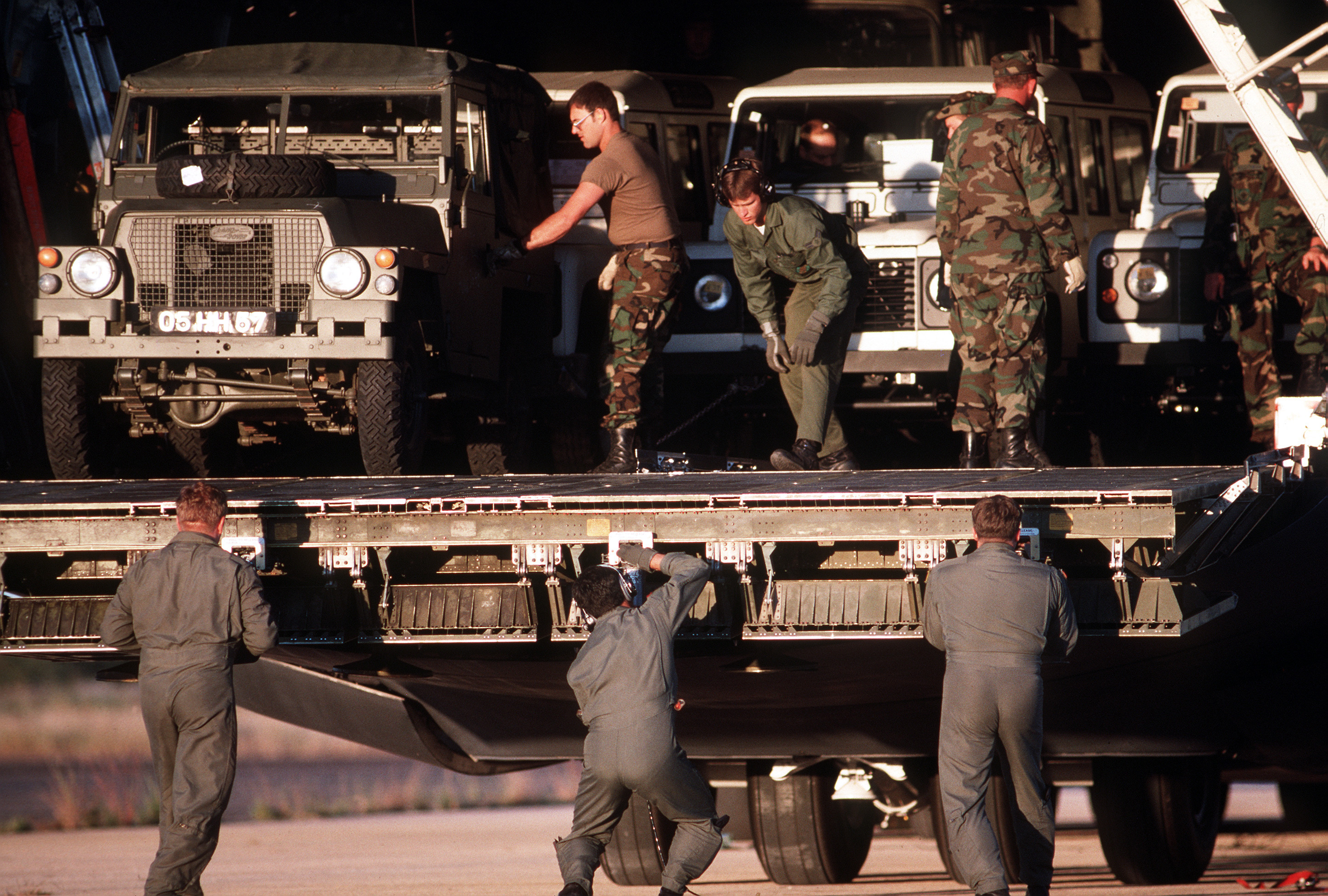
Débarquement en Namibie de Land Rover destinés au GANUPT.

- 1er mars : l’assemblée générale de l’ONU adopte le plan des Nations unies pour la Namibie ; le 1er avril, le GANUPT prend en charge l’administration du pays pour contrôler le retrait des Sud-Africains de Namibie et organiser des élections[11].

- 1er-2 avril : échec d’une tentative de coup d’État contre Hissène Habré au Tchad. Le général Hassane Djamous, chef des forces armées, et Ibrahim Mahamat Itno, ministre de l’intérieur, sont arrêtés. Idriss Déby s’enfuit au Soudan où il crée le Mouvement patriotique du Salut[9].
- 2 avril : élections législatives et présidentielles anticipées en Tunisie[12].
- 9 avril : un incident entre agriculteurs soninkés sénégalais de Diawara et des éleveurs peuls mauritaniens de Sonko marque le⋅début du conflit sénégalo-mauritanien. Affrontements ethniques entre Mauritaniens et Sénégalais. Pillage des biens de nombreux commerçants mauritaniens (environ 300 000) opérant au Sénégal et des Sénégalais (environ 30 000) vivant en Mauritanie. Des affrontements militaires sporadiques ont lieu jusqu’en 1991 et les relations diplomatiques entre les deux États sont rompues le 21 août jusqu’au 23 avril 1992[13].

- 24-26 mai : sommet de la francophonie à Dakar. Le 24, la France annonce l’annulation de la totalité de la dette publique de 35 pays africains[14]. Déclaration de Dakar sur les questions d’éducation et de formation, qualifiées de « domaines stratégiques d’interventions »[15].

- 22 juin : la déclaration de Gbadolite (Zaïre) consacre la réconciliation en Angola entre dos Santos et Jonas Savimbi en présence de 18 chefs d’État africains et proclame un cessez-le-feu qui doit entrer en vigueur le 24 juin. En août, la guerre civile reprend entre les forces gouvernementales du MPLA et l’UNITA[16].
- 16 juin : la crise économique contraint la république populaire du Bénin à signer son premier plan d’ajustement structurel avec le FMI et la Banque mondiale[17]. Un soutien financier est promis par les bailleurs de fonds de la communauté internationale en échange d’une amnistie politique, votée le 30 août (Décision-Loi n° 89-010 du 30 août 1989 portant amnistie)[18].
- 30 juin : révolution islamique au Soudan. Omar Hassan Ahmed el Bechir prend le pouvoir[19].

- 26-31 juillet : quatrième congrès du Parti congolais du travail à Brazzaville. Denis Sassou-Nguesso est réélu président de la république du Congo[20].

- 2 août : Mathieu Kérékou est réélu président du Bénin.
- 14 août, Afrique du Sud : démission du président Pieter Willem Botha mettant fin à plusieurs mois de crise ouverte. Frederik de Klerk assure l’intérim[21].
- 28 août : rencontre majeure à Livingstone en Zambie entre Frederik de Klerk et le président Kenneth Kaunda pour le futur de l’apartheid[22]. De Klerk rencontre en secret les divers chefs de l’ANC, du front du refus et des conseillers soviétiques.
- 31 août : Hissène Habré et Mouammar Kadhafi à Alger signent un « accord-cadre pour le règlement du différend tchado-libyen »[9].

- 6 septembre : victoire du Parti national aux élections générales sud-africaines[21].

- 14 septembre : élection de Frederik de Klerk à la présidence de la république d'Afrique du Sud. Il s’engage à réformer l’apartheid[23].
- 19 septembre : attentat contre un DC-10 français d’UTA qui explose au-dessus du Niger, provoquant 171 morts[23].
- 30 septembre : dissolution de la Confédération sénégambienne[24].

- 7-11 novembre : abolition de la ségrégation raciale et élections législatives multipartistes en Namibie. La SWAPO obtient 57 % des suffrages aux élections à l’Assemblée constituante[25].
- Novembre : grève générale des fonctionnaires du Bénin, impayés depuis plusieurs mois[26]. Le 30 novembre, le Comité central annonce des réformes politiques, institutionnelles et économiques[27].

- 7 décembre : le Parti de la révolution populaire du Bénin abandonne le marxisme-léninisme comme idéologie officielle de l’État du Bénin et Kérékou accepte le 29 novembre la tenue d’une conférence nationale des forces vives chargée de réaliser la transition démocratique, qui se tient du 19 au 28 février 1990[28].
- 7-16 décembre : opération Oside, menée par la France contre les mercenaires de la Garde présidentielle, dirigée par Bob Denard, après l’assassinat, le 27 novembre, du président des Comores Ahmed Abdallah Abderamane[29].
- 15 décembre : Convention de Lomé IV entre la CEE et 69 ACP[8].
- 20 décembre : adoption du multipartisme à Madagascar[30].
- 24 décembre : début de la lutte armée du NPFL de Charles Taylor au Liberia[31].
- 26 décembre : réunion du Comité préparatoire pour la tenue d’une conférence nationale au Bénin en février 1990[17].

#### Algérie
- 9 février : création du RCD - rassemblement pour la culture et la démocratie
- 17 février : l'Algérie rejoint l’Union du Maghreb arabe.
- 18 février : annonce à la mosquée Es-Sunna à Bab El Oued de la création prochaine du Front islamique du salut[32].
- 23 février : référendum sur une nouvelle constitution algérienne, plus démocratique et respectueuse des libertés publiques. Plébiscite avec 99 % des voix et 82 % de taux de participation. Instauration du multipartisme[33]. Création d'un parlement élu et séparation de pouvoir civil et militaire.
- 10 mars : fondation à la mosquée Ibn Badis de Kouba du Front islamique du salut, parti islamiste réclamant l’instauration du califat en Algérie.
- 6 septembre : le FIS obtient l’agrément du ministère de l’Intérieur[32], en violation de la nouvelle constitution de février interdisant la création de tout parti politique confessionnel.
- 16 septembre : le réformateur Mouloud Hamrouche forme un nouveau gouvernement en Algérie[34]. Il libéralise la presse, réforme l'appareil judiciaire et met fin à certains monopoles de l'État sur les entreprises publiques et privées. La libéralisation effective de l'économie et de la vie politique entraîne une effervescence sans précédent dans la société algérienne.
- 21 décembre : plusieurs dizaines de milliers de femmes voilées, accompagnées de leurs maris, convergent vers l’Assemblée populaire nationale algérienne pour dénoncer « la recrudescence des agressions contre l’islam et les musulmans »[35]. Des oulémas, dirigeants de la Ligue de la Dawa islamique dénoncent le sport et la mixité, et exigent des lois conformes à l’islam, allant jusqu’à comparer les associations féministes algériennes aux « femmes de parachutistes français à la fin des années 1950 ».

### Amérique
- 1er janvier : application de l’Accord de libre-échange canado-américain (suppression des droits de douane sur les marchandises provenant des deux pays)[36].
- 15 janvier, Brésil : annonce du Plano Verão (pt) (Plan d’été) qui gèle les prix, dissout cinq ministères pour faire des économies et crée une nouvelle monnaie, « le nouveau cruzado »[37].
- 20 janvier : début de la présidence républicaine de George Bush aux États-Unis (achevée début 1993)[38].

- 3 février : coup d’État du général Andrés Rodríguez apportant la démocratie au Paraguay après 35 ans de dictature de Stroessner ; il est élu le 1er mai président de la République[39].
- 9 février : le Parti national du peuple remporte les élections législatives jamaïcaines ; Michael Manley, de retour au pouvoir, doit continuer la politique d’austérité de son prédécesseur Edward Seaga sous la pression du FMI[40].
- 11 février : consécration de Barbara Harris, la première évêque épiscopalienne à Boston[41].
- 14 février : les Présidents des pays d’Amérique centrale (Costa Rica, Salvador, Guatemala, Honduras, Nicaragua) signent la déclaration conjointe de Costa del Sol (Salvador) pour la paix au Nicaragua. Le président du Nicaragua Daniel Ortega annonce l’organisation d’élections libres pour le 25 février 1990[42].
- 27 février : Caracazo, manifestations et émeutes populaires au Venezuela contre la hausse des prix et l’austérité.Elles sont réprimées dans le sang par l’armée (entre 300 et 3 000 victimes)[43].

- 10 mars, crise de la dette en Amérique Latine : annonce du Plan Brady. Le secrétaire du Trésor américain, Nicholas Brady, propose un plan qui oblige les banques commerciales à faire des concessions importantes à leurs débiteurs, notamment une réduction de dette « volontaire »[44] ; « les banques doivent faire des efforts pour parvenir à des réductions, tant de la dette que du service de la dette ». Quelques pays, comme le Costa Rica, peuvent bénéficier rapidement du plan Brady, mais pour la majorité des autres le problème de la dette reste toujours irrésolu.

- 19 mars : Alfredo Cristiani (ARENA) est élu président du Salvador (début de mandat le 1er juin). Il promet la « paix avant la fin de l’année ». Deux mois avant les élections, le FMLN avait offert d’y participer à certaines conditions, mais en vain[39].
- 24 mars : naufrage du pétrolier Exxon Valdez au large du Canada, contenant 300 000 tonnes de pétrole brut, qui provoque une catastrophe écologique au sud de l’Alaska[45].

- 7 mai : élection au Panama[46]. Victoire probable du candidat Guillermo Endara du parti de l’Alliance démocratique d’opposition civiliste (ADOC). Manuel Noriega refuse de reconnaître la défaite de son candidat de la Coalition de libération nationale (COLINA), Carlos Duque (en) et le Tribunal suprême des élections annule le scrutin pour éviter une guerre civile.
- 31 mai, Mexique : le gouvernement Salinas présente au Congrès son Plan National de Développement 1989-1994[47]. Il accélère la privatisation des entreprises nationalisées et prend des mesures pour inciter les étrangers à investir en leur permettant de contrôler entièrement les entreprises.
- 8 juillet, Argentine : arrivée au pouvoir de Carlos Menem[48]. Il promulgue une loi de réforme de l’État (14 août), prévoyant une baisse des dépenses publiques et un échéancier de privatisations (Aerolíneas Argentinas, ENTel) et une loi sur l’urgence économique (1er septembre), qui dans un premier temps aggrave l’hyperinflation[49]. Des mesures supplémentaires visant à libérer totalement les marchés après un changement de ministre de l’Économie (19 décembre) parviennent à maîtriser l’inflation[50].
- 19 juillet : le vol 232 de la United Airlines s'écrase à Sioux City. 111 morts.
- 30 juillet : démocratie au Chili. Des réformes constitutionnelles (limitation du rôle du Conseil de sécurité nationale, mandat présidentiel à 4 ans, etc.) sont approuvées par référendum. Une Concertation pour la démocratie est formée en vue des présidentielles, réunissant 17 partis de gauche et du centre pour soutenir Patricio Aylwin, président de la Démocratie chrétienne[51].

- 7 août : les cinq chefs d’État de l’Amérique centrale, réunis à Tela au Honduras, concluent un accord pour mettre fin à la guérilla armée (Contras) contre le régime sandiniste (communiste) du Nicaragua, moyennant une promesse de démocratisation du régime de Daniel Ortega[52].

- 13 septembre : un dialogue s’ouvre entre le nouveau gouvernement du Salvador et le FMLN au Mexique, puis se poursuit au Costa Rica en octobre, sans résultat[39].
- 16-17 septembre : l’ouragan Hugo s’abat sur la Guadeloupe[53].
- 18 septembre, Mexique : annonce de la privatisation de Telmex[54].

- 11 novembre, Salvador : le FMLN lance sa plus grande offensive en dix ans de guerre civile[55]. L’armée en profite pour se livrer à une vaste répression, et assassine (le 16 novembre) notamment six professeurs et intellectuels jésuites (et leur cuisinière) de l’Université centraméricaine (es) (UCA), connus pour leurs activités en faveur des victimes du régime et internationalement influents[56].
- 27 novembre, Colombie : le cartel de Medellin tente d’assassiner César Gaviria, futur président de Colombie, en faisant exploser le vol 203 Avianca. Le bilan est de cent sept morts[57].

- 6 décembre :
  - tuerie de l’École polytechnique de Montréal, Marc Lépine tire sur 28 personnes et en tue 14, toutes des femmes, avant de se suicider[58].
  - l’attentat du bâtiment du DAS[59] fait 52 morts et un millier de blessés à Bogota, en Colombie.
- 10-12 décembre : sommet d’urgence de San Isidro de Coronado (Costa Rica) face à l’offensive du FMLN du 11 novembre. Le Nicaragua cesse de soutenir la guérilla salvadorienne[60].

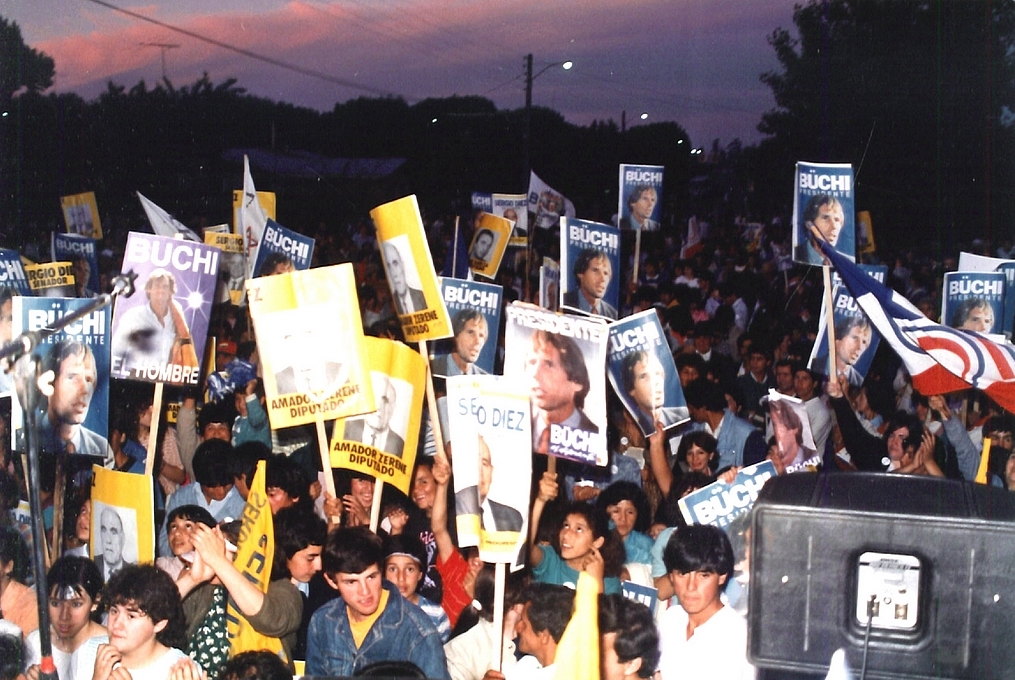
Scène de la campagne électorale des élections chiliennes en décembre.

- 14 décembre : Patricio Aylwin est élu président de la république du Chili avec 53,8 % des suffrages. Départ du général Augusto Pinochet[39].
- 15 décembre, Panama : l’Assemblée nationale nomme Manuel Noriega chef de l’État doté de pouvoirs spéciaux[61].
- 17 décembre : au Brésil, se déroulent les premières élections démocratiques depuis trente ans, et Fernando Collor de Mello devient le premier président de la République brésilienne réellement élu par le peuple[62].

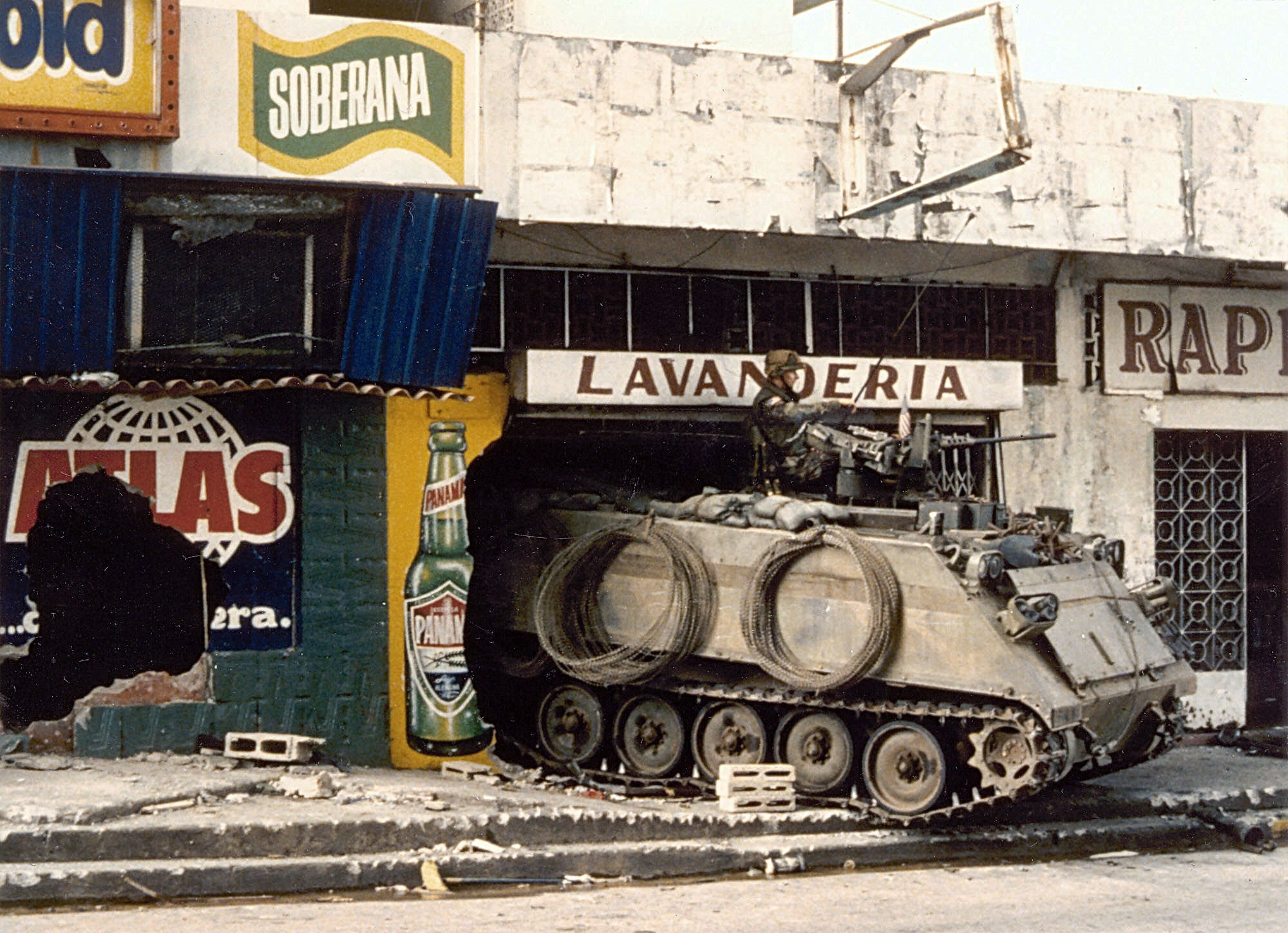
20 décembre : opération Just Cause au Panama

- 20 décembre : opération Just Cause, intervention américaine au Panama pour « renverser Noriega, rétablir la démocratie, protéger les ressortissants américains et défendre les traités concernant le canal »[61]. Guillermo Endara prête serment sur une base militaire américaine. Le 24 décembre, le général Manuel Noriega se réfugie à l’ambassade du Vatican, assiégée par les troupes américaines. Le 3 janvier 1990, accusé d’être compromis avec des trafiquants de stupéfiants, il se rend à la justice américaine[63].

### Asie et Pacifique
- 2 janvier : Ranasinghe Premadasa, président du Sri Lanka (fin le 1er mai 1993)[64].
- 7 janvier : mort de l’empereur nippon Hirohito après 62 ans de règne. Son fils ainé Akihito lui succède[65].
- 21 janvier, Inde : aux élections locales, le Parti du Congrès perd le Tamil Nadu[66], ce qui donne le pouvoir à l’opposition dans la moitié des États.
- 28 janvier, Tibet : mort du panchen-lama. Son successeur Gedhun Choekyi Nyima est reconnu par le dalaï-lama en 14 mai 1995 et « mis au secret » depuis par le gouvernement chinois[67].

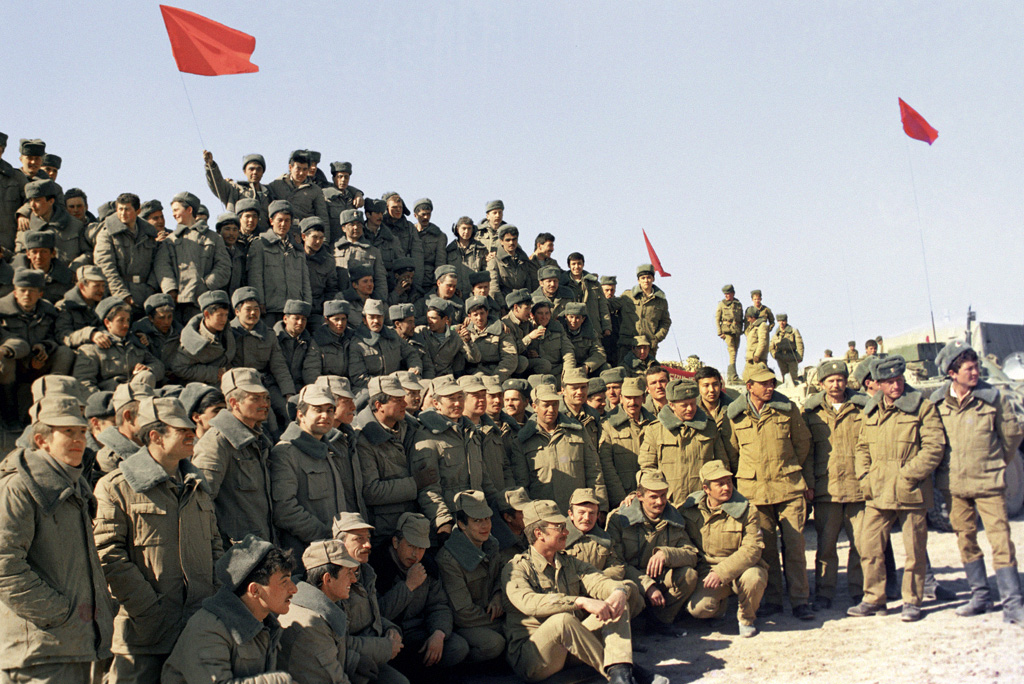
15 février : retrait des troupes soviétiques d’Afghanistan.

- 15 février : fin du retrait des troupes soviétiques d’Afghanistan[68]. La guerre civile se poursuit jusqu’en avril 1992, quand les rebelles prennent le contrôle de Kaboul. Les combats reprennent entre les factions de la résistance, divisée entre musulmans radicaux et modérés, sunnites et chiites, et surtout entre ethnies, Pachtounes, Tadjiks, Ouzbeks ou Hazaras.

- 5 mars : manifestations et émeutes pour l’indépendance au Tibet, réprimées dans le sang par les forces armées chinoises ; le 7 mars à minuit, le chef du parti communiste du Tibet Hu Jintao instaure la loi martiale à Lhassa[69].

- 5 avril : annonce par le Viêt Nam du retrait prochain de ses troupes du Cambodge[68].
- 15 avril, Chine : la mort de Hu Yaobang, ancien Secrétaire général du Parti communiste chinois incite les étudiants à se réunir sur la place Tian’anmen à Pékin, où s’engagent des débats et où l’on signe des pétitions. Un mouvement spontané dans les grandes villes demande la libéralisation du régime, la lutte contre la corruption et la hausse des prix[70]. Le 25 avril, Deng Xiaoping, appuyé par le Premier ministre Li Peng et le chef de l’État, Yang Shangkun, choisit la répression[71]. Les occupants de la place Tian’anmen deviennent plus militants.
- 26 avril : tornade de Daulatpur–Saturia au Bangladesh[72].
- 30 avril : révision de la constitution du Cambodge. La république populaire du Kampuchéa reprend officiellement le nom d’État du Cambodge[73].

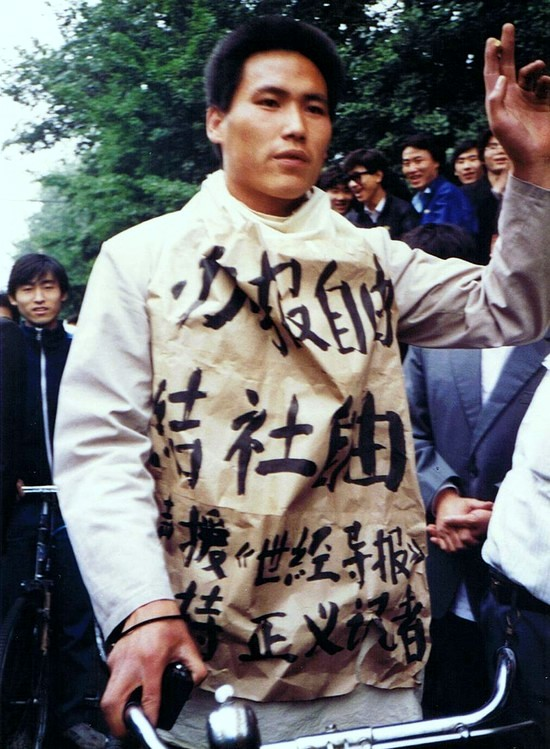
Pu Zhiqiang, alors étudiant, lors d’une manifestation à Tiananmen le 10 mai.

- 4 mai, Pékin : manifestations étudiantes réclamant la démocratie sur la place Tian’anmen lors des commémorations du Mouvement du 4-Mai. Les étudiants entament une grève de la faim le 12 mai. Zhao Ziyang, secrétaire général du Parti communiste chinois, partisan de négocier avec les étudiants, est limogé le 19 mai et assigné à résidence[70].
- 15 mai : l’Armée révolutionnaire de Bougainville (Papouasie-Nouvelle-Guinée), mouvement séparatiste lance une insurrection qui conduit à la fermeture de la mine de cuivre de Panguna, néfaste pour l’environnement[74].
- 15-18 mai : sommet sino-soviétique[75]. La Chine et l’URSS reprennent des relations normales après une éclipse de trente ans.
- 20 mai : instauration de la loi martiale en Chine. Les dirigeants du parti, après de longues délibérations, désavouent le trop modéré Zhao Ziyang, imposent la loi martiale et font intervenir l’armée d’abord réticente[76].

- 2 juin : Sōsuke Uno devient premier ministre du Japon (fin le 9 août)[77].
- 4 juin : l’armée chinoise réprime la révolte des étudiants sur la place Tian’anmen à Pékin. Cet événement est couvert en direct à la télévision. Des affrontements d’une grande violence font des centaines de morts chez les étudiants, les ouvriers et les employés qui refusent d’obtempérer aux ordres, mais aussi chez les militaires. Le massacre ruine temporairement le prestige de la Chine, mise au ban de la communauté internationale[70].
- 18 juin : le nom de la Birmanie est officiellement changé en Union du Myanmar et le nom de la capitale de Rangoun en Yangon[78].
- 24 juin : Zhao Ziyang est remplacé au secrétariat général par le maire de Shanghai, un ancien ingénieur, Jiang Zemin, qui devient bientôt président de la Commission militaire à la suite de Deng Xiaoping[79]. Les dissidents sont pourchassés, emprisonnés, exécutés ou contraints à fuir à l’étranger. Jiang Zemin émerge, cumulant les fonctions de chef de l’État, de président de la Commission militaire et de secrétaire général du parti.

- 30 juillet-30 août : conférence de l’ONU à Paris sur le Cambodge. Les Nations unies ont toujours refusé de reconnaître le gouvernement pro-vietnamien de Hun Sen. En revanche, la coalition des trois mouvements de résistance (Khmers rouges, Front national de libération du peuple khmer et les partisans du prince Sihanouk) avait été reconnue comme gouvernement en exil (Coalition gouvernementale du Kampuchea démocratique). Malgré des tentatives de pourparlers en faveur de la paix, dès 1988, entre le gouvernement et les trois mouvements de résistance, peu de progrès sont accomplis avant 1990[73].

- 2 août : massacre de 63 Tamouls par les troupes indiennes à Valvettithurai, au Sri Lanka[80]. Échec de l’intervention de 80 000 soldats indiens de la Force indienne de maintien de la paix contre les Tamouls séparatistes du Sri Lanka.
- 9 août : nouveau premier ministre au Japon, Toshiki Kaifu qui succède à Sōsuke Uno compromis dans un scandale de mœurs et responsable de la déroute du PLD aux élections sénatoriales du 23 juillet[77].

- 26 septembre : retrait officiel des troupes vietnamiennes du Cambodge, obtenu sous la pression internationale[81]. L’émigration est arrêtée.
- Septembre : création du Hizbul Mujahidin (Parti des guerriers de la foi). Des militants islamistes mènent des actions de guérilla contre les intérêts indiens au Cachemire[82].

- 5-7 novembre : création à Canberra de la Coopération économique pour l’Asie-Pacifique (APEC)[83].

- 22-26 novembre : défaite du Congrès aux élections législatives indiennes[84]. Rajiv Gandhi, qui ne peut plus former de majorité, passe le pouvoir à une coalition de l’opposition, le Front national, qui formée à la veille des élections, rassemble le Janata Dal, le BJP, le Parti communiste, etc. V. P. Singh devient Premier ministre de l’Inde le 2 décembre (fin en 1990)[85].
- Novembre : les Soviétiques informent le gouvernement du Vietnam de leur intention de retirer leurs chasseurs et leurs bombardiers de la base vietnamienne de Cam Ranh et de réduire fortement leur aide militaire. Le retrait soviétique commence en décembre[86].

- 2 décembre : signature par le Parti communiste malais d’un traité formel de paix avec le gouvernement de Malaisie à Hat Yai en Thaïlande[87].
- 10 décembre : à l’occasion de la Journée internationale des droits de l’homme des meetings populaires demandent la fin du règne du parti unique en Mongolie. De nouveaux partis, démocrate, social-démocrate et nationalistes se créent et exigent des réformes[88].

### Proche-Orient
- 14 février, Iran : l’Ayatollah Khomeini lance un appel à l’exécution de l’écrivain britannique Salman Rushdie, pour « blasphème »[89].

- 14 mars : le secrétaire d’État américain James Baker déclare qu’Israël devrait ouvrir le dialogue avec l’OLP[90].
- 21 mars, Iran : Khomeini approuve un plan quinquennal de développement économique présenté par Rafsandjani[89].
- 28 mars, Iran : Khomeini destitue son successeur désigné, Hossein Ali Montazeri, jugé trop libéral[89].

- 18 avril : des émeutes populaires éclatent Ma’an, au sud de la Jordanie, provoquées par la politique d’austérité mise en place par le FMI et le régime. Elles se propagent à Tafilah, Al-Karak et Salt dans le Nord[91].

- 17 mai : le Parlement israélien vote des propositions de paix définies par Yitzhak Shamir le 14[92] : élections dans les territoires occupés mais refus de la participation de l’OLP, autonomie provisoire durant trois ans, puis ouverture de négociations sur le statut final des territoires, mais refus d’un État palestinien. James Baker accepte le plan Shamir mais refuse l’idée d’un grand Israël. Arafat accepte l’initiative de Shamir mais en l’amendant (retrait partiel de l’armée israélienne, supervision des élections par l’ONU, retour des réfugiés, création définitive d’un État de Palestine)[93].

- 3 juin : mort de l’ayatollah Khomeini[94].
- 20 juin-8 août : à Riyad, Kriangkrai Techamong, un jardinier thaïlandais vole un lot de bijoux dans le palais du prince saoudien Faisal bin Fahd, fils du roi Fahd, où il travaille[95]. Début de l’affaire des bijoux saoudiens, qui envenime durablement les relations entre l’Arabie saoudite et la Thaïlande.

- 28 juillet : élection de l’hodjatoleslam Hachemi Rafsandjani, conservateur, à la présidence de la république islamique d'Iran, tandis que son prédécesseur Ali Khamenei hérite des pouvoirs suprêmes du grand ayatollah. Il favorise les religieux les plus conservateurs mais finit par mécontenter la population[96].
- 9 août : Ali Khamenei devient Guide de la Révolution en Iran[89].

- 7 octobre : James Baker propose un plan pour la mise en place d’une délégation palestinienne pour les négociations avec droit de regard d’Israël, organiser des élections dans les territoires occupés et la reconnaissance du plan Shamir[93].

- 8 novembre : les élections en Jordanie montrent une forte progression des islamistes, qui obtiennent 31 sièges sur 80[97]. Hussein de Jordanie décide de procéder à des mesures de libéralisation politique et s’en prend à la politique américaine jugée responsable de la situation économique. Il annonce de nouvelles élections, les premières depuis 1967, et autorise les partis politiques interdits depuis 1957[98]. Il appelle les pays pétroliers à lui fournir une aide économique et financière.
- 31 décembre : au Nakhitchevan, des centaines de manifestants, pour la plupart des réfugiés chassés de l’Arménie voisine, demandent des terres nouvelles. En quelques heures, ils détruisent sur 130 kilomètres de frontière avec l’Iran, des dizaines de postes frontaliers, des centaines de pylônes et de bornes frontières[99].

#### Liban
- 1er janvier : reprise des affrontements interchiites dans la banlieue Sud de Beyrouth. Les combats se propagent dans le sud du pays, aussi loin que dans la zone de Iqlim al-Tuffah[100].
- 30 janvier : Damas et Téhéran imposent à Amal et au Hezbollah un accord de cessez-le-feu[100].

- 11 et 14 février : les Forces libanaises attaquent l’armée libanaise à Jdeideh et à Monteverde dans la banlieue de Beyrouth. le général Michel Aoun acquiert une popularité croissante qui dépasse les clivages confessionnels. Il veut restaurer l’autorité de l’État libanais. Il affronte les Forces libanaises (15 février), puis ferme les ports clandestins du secteur chrétien (décret du 24 février, applicable le 6 mars)[101]. Puis il décide de s’en prendre aux ports sous contrôle druze. Les milices druzes résistent, soutenues par la Syrie.
- 14 mars : le général Michel Aoun, premier ministre depuis le 22 septembre 1988 déclare la « guerre de libération » contre l’occupant syrien[102]. Les affrontements dans Beyrouth font des pertes civiles considérables. La guerre dure plusieurs mois et Aoun cherche une intervention internationale.
- 28 juillet : un commando israélien enlève au Sud-Liban, le cheikh Abdel Karim Obeid, considéré comme le chef spirituel et militaire du Hezbollah au sud de Tyr et connaissant la plupart des secrets des opérations de prises d’otages occidentaux depuis 1982[103].
- 31 juillet : le Hezbollah diffuse un film-vidéo de la pendaison du colonel américain Higgins (en)[103], commandant en chef de l’ONUST enlevé le 17 février 1988 dernier, d’après des sources américaines le colonel aurait été torturé puis exécuté dès le mois de décembre 1988.

- 17 septembre : un comité tripartite arabe (Maroc, Algérie, Arabie saoudite) propose un plan de paix, accepté par la Syrie, comprenant un cessez-le-feu général, la levée des blocus et la réunion des députés libanais hors du pays[104].
- 30 septembre : réunion des députés libanais à Taëf pour discuter du plan de paix proposé par la Ligue arabe[100].

- 22 octobre : les députés libanais votent les accords de Taëf. Ils soulignent l’indépendance du Liban et rappellent l’appartenance du pays à la LEA (Ligue des États arabes), aux Nations unies et au Mouvement des non-alignés. Le nombre des députés est porté à 108 avec parité entre musulmans et chrétiens. Les pouvoirs du président de la république sont réduits au profit de ceux du président du Conseil[102]. La restauration de l’unité nationale passe par l’élection d’un nouveau chef de l’État, la dissolution des milices, la mise sur pied d’un cabinet d’union nationale et l’adoption de réformes. Les forces syriennes sont autorisées à rester deux ans au Liban pour aider à la reconstruction et à l’autorité de l’État. Les milices, les communautés musulmanes non sunnites et Michel Aoun s’opposent à l’accord.
- 4 novembre : Michel Aoun prononce la dissolution du Parlement, décision estimée illégale par le Premier ministre Sélim Hoss[105].
- 5 novembre : en dépit des pressions aounistes sur les députés chrétiens, René Moawad est élu président de la République et désigne Sélim Hoss comme Premier ministre[102].

- 22 novembre : René Moawad est assassiné[100].
- 24 novembre : Elias Hraoui est élu président de la République[100]. Aoun maintient son contrôle sur la partie chrétienne de Beyrouth. Les ambassades étrangères décident de reconnaître Hraoui et délaissent Aoun. Les FL acceptent de se rallier à l’accord de Taëf.

### Europe

#### Europe de l’Ouest
- 1er janvier : Madrid préside la communauté européenne pendant le premier semestre[106].
- 6 janvier : début de la commission Delors II[107].
- 13 janvier: une cabine du téléférique de Vaujany  (plus grand du monde à cette époque) chute sur 200 mètres avec 8 techniciens à son bord.

- 4 avril, Espagne : l’ETA annonce la fin de la trêve annoncée le 23 janvier à la suite de l’échec des négociations engagées à Alger avec le gouvernement espagnol[108].
- 11 avril : le chanteur anglais Sting et le chef indien Raoni sont reçus par le président François Mitterrand à Paris. Ils lancent une campagne internationale pour la sauvegarde de la forêt amazonienne[109].
- 12 avril : présentation du rapport Delors sur l’Union économique et monétaire, adopté le 26-27 juin au sommet de Madrid[110].

- 15 avril : tragédie de Hillsborough ; 95 personnes, tous supporters de Liverpool FC, sont tuées dans une cohue aux barrières du stade de Hillsborough en Sheffield, Angleterre[111].

- 14 juin, Royaume-Uni : le Foreign Office annonce qu’il va mettre pour la première fois en pratique la méthode des empreintes génétiques sur des immigrants[112].
- 15-18 juin : élections européennes[106]. Au Royaume-Uni, c’est la première défaite de Margaret Thatcher à des élections nationales face aux Travaillistes ; son autorité politique en sort affaiblie[113].
- 18 juin :
  - la Nouvelle Démocratie remporte une majorité relative aux élections législatives grecques[114].
  - premières élections directes du Parlement de la Région de Bruxelles-Capitale en Belgique[115].
- 19 juin : la peseta entre dans le SME[110].

- 1er juillet : la France prend la présidence du Conseil des Communautés européennes[106].
- 8 juillet : révision de la constitution au Portugal[116].
- 14 juillet : France : Fête nationale et Bicentenaire de la Prise de la Bastille, événement majeur de la Révolution française.
- 17 juillet : l’Autriche fait une demande d’adhésion à l’Union européenne[110].
- 25 juillet : résultats finaux des élections européennes. Enrique Barón Crespo préside le parlement européen[117].
- 26 septembre : Assassinat du député Pávlos Bakoyánnis, à Athènes, par l'Organisation révolutionnaire du 17-Novembre.
- 29 octobre : le PSOE de Felipe González au pouvoir remporte les élections générales espagnoles ; importante progression de la Izquierda Unida[114].

- 11 septembre : élections législatives norvégiennes[118].

- 5 novembre, Grèce : à la suite d’une série de scandales et de deux consultations législatives (18 juin et 5 novembre), le PASOK perd la majorité au parlement grec[114].
- 9 novembre  : Chute du mur de Berlin, les allemands de l'Est sont autorisés par le président de la RDA Egon Krenz à passer librement vers Berlin-Ouest à la surprise des Européens de l'Ouest.
- 13 novembre : mort du prince de Liechtenstein, François-Joseph II, après un règne de 51 ans. Son fils aîné, Hans-Adam II, lui succède[119].
- 16-17 novembre  : première conférence des organes spécialisés dans les affaires communautaires à Paris[120].
- 29 novembre : visite du premier secrétaire soviétique Gorbatchev en Italie[121]. Le 1er décembre, il est reçu par le pape au Vatican et l’invite à Moscou[122].

- 8-9 décembre : au Sommet de Strasbourg, la CEE accepte l’autodétermination des Allemands tout en posant des conditions[106].
- 9 décembre : adoption de la Charte communautaire des droits sociaux fondamentaux des travailleurs[123]. Le Royaume-Uni refuse de la ratifier.
- 20 décembre : adoption du Programme de Berlin par le SPD[124].

#### Europe de l’Est
- 15 janvier : manifestation commémorant la mémoire de Jan Palach en République socialiste tchécoslovaque[125]. Les principaux opposants, dont Václav Havel, sont de nouveau arrêtés[126].
- 17 janvier : fin de la troisième CSCE à Vienne. Une déclaration insiste sur le respect des libertés religieuses et les droits des minorités nationales[127].
- 31 janvier : l’URSS annonce le retrait de ses troupes de Hongrie[125], effectif à partir du 25 avril[128].

- 2 février, MBFR : fin à Vienne des négociations sur la réduction mutuelle des forces et des armements en Europe, sans résultat[129].
- 6 février : en république populaire de Pologne, le gouvernement communiste, pour mettre un terme aux grèves, accepte l’organisation d’une Table ronde avec les représentants du syndicat Solidarité (fin le 5 avril)[125].
- 11 février : le Parti socialiste ouvrier hongrois autorise le pluralisme politique en république populaire de Hongrie[128].
- 20 février : 1 300 mineurs des mines de Trepca au Kosovo (Yougoslavie) font une grève de la faim à 800 mètres de profondeur[130].

- 1er mars : l’état d’urgence est décrété au Kosovo[125].
- 6 mars : début à Vienne, Autriche, de négociations sur les forces conventionnelles en Europe (OTAN-Pacte de Varsovie)[129].
- 10 mars, république socialiste de Roumanie : une lettre signée par six anciens dirigeants communistes roumains adressée à Nicolae Ceaușescu pour l’inciter à changer de politique est publiée par la BBC. Les signataires sont mis aux arrêts, puis relégués dans des fonctions subalternes[131].
- 18 mars : déclaration de Lykhny ; les nationalistes abkhazes exigent la création officielle d’une république socialiste soviétique séparée de la Géorgie[132].
- 26 mars et 9 avril : premières élections libres en Union soviétique, première élection nationale depuis 1917 (90 % de participation), choisissant le nouveau Congrès des députés du peuple ; celui-ci se réunit le 25 mai pour élire le Soviet suprême et pour élire Gorbatchev pour un mandat présidentiel de cinq ans[128]. L’appareil du parti réussit à imposer ses candidats dans les campagnes et en Asie centrale, mais essuie des échecs cuisants à Moscou où triomphe Boris Eltsine, à Leningrad, à Kiev, etc. Au Congrès, si les communistes ont la majorité (88 %), ils sont divisés en courants si opposés qu’aucune discipline de vote ne peut s’instituer.
- 28 mars : le président Comité central de la Ligue des communistes de Serbie de la république socialiste de Serbie, Slobodan Milošević, met un terme à l’autonomie du Kosovo et de la Voïvodine en faisant voter des amendements à la Constitution de la république socialiste de Serbie. Les autres républiques yougoslaves craignent un retour vers un régime centralisé[133].

- 5 avril : réformes institutionnelles et syndicales en république populaire de Pologne : signatures des accords dits de la « table ronde » entre le pouvoir communiste et Solidarność[125]. Le Premier ministre Mieczysław Rakowski doit accepter l’établissement du pluralisme syndical et la démocratisation des institutions. Des libertés civiques et politiques sont accordées, Solidarité est légalisée et un Sénat librement élu institué.
- 9 avril : tragédie de Tbilissi ; 21 personnes sont tuées et plusieurs centaines blessées dans la dispersion d’une manifestation anti-soviétique[132].

- 2 mai : le gouvernement hongrois de Miklós Németh décide de démanteler le rideau de fer entre la république populaire de Hongrie et l’Autriche[125].
- 7 mai : lors des élections municipales en RDA le SED réalise un score de 98,85 % des voix. L’opposition proteste contre les fraudes électorales[134]. À partir de septembre, les groupes luthériens tiennent des meetings et manifestent contre les arrestations[134].
- 8 mai : Slobodan Milošević est élu président de la république socialiste de Serbie[135].
- 12 mai : dans son discours de politique étrangère à l’Université du Texas, le président George H. W. Bush déclare vouloir aller au-delà de la politique américaine d’endiguement et favoriser l’intégration de l’Union soviétique dans la communauté des Nations. Il demande au gouvernement soviétique de réduire ses forces militaires, de coopérer à la résolution des conflits régionaux, d’atteindre un pluralisme politique durable, de respecter des droits de l’homme et d’adhérer à l’obligation contractée à Yalta en abandonnant la doctrine Brejnev[136].
- 18 mai : le Soviet suprême de Lituanie proclame sa souveraineté, suivie par le Soviet suprême de Lettonie le 28 juillet[125].
- 25 mai : Mikhail Gorbatchev devient président du Soviet suprême[128].
- 4 juin : élections législatives libres en république populaire de Pologne : victoire de Solidarność[128]. L’opposition remporte les élections, soit 35 % des sièges à la Diète (65 % étant réservés au parti communiste et à ses alliés) et 99 sièges de sénateurs sur 100. Le nouveau Parlement élit le général Wojciech Jaruzelski à la présidence de la République le 19 juillet à une voix de majorité[125].
- 12-15 juin : voyage triomphal de Gorbatchev en Allemagne de l’Ouest[137].
- 13 juin : table ronde entre le pouvoir communiste et l’opposition en Hongrie pour négocier une transition pacifique vers la démocratie[138]. Le parti communiste se divise : les réformateurs, dirigés par Imre Pozsgay reconnaissent que la révolution de 1956 a été un soulèvement populaire et non une contre-révolution ; ils souhaitent la réhabilitation d’Imre Nagy exécuté en 1958. La vieille garde n’accepte des concessions qu’avec réticence. Elle se rallie cependant en octobre au changement de nom.
- 15 juin : début de l’exode de la minorité turque de Bulgarie fuyant le programme d’assimilation pour la Turquie ; Ankara ferme sa frontière le 22 août (310 000 personnes on rejoint la Turquie à cette date)[125].

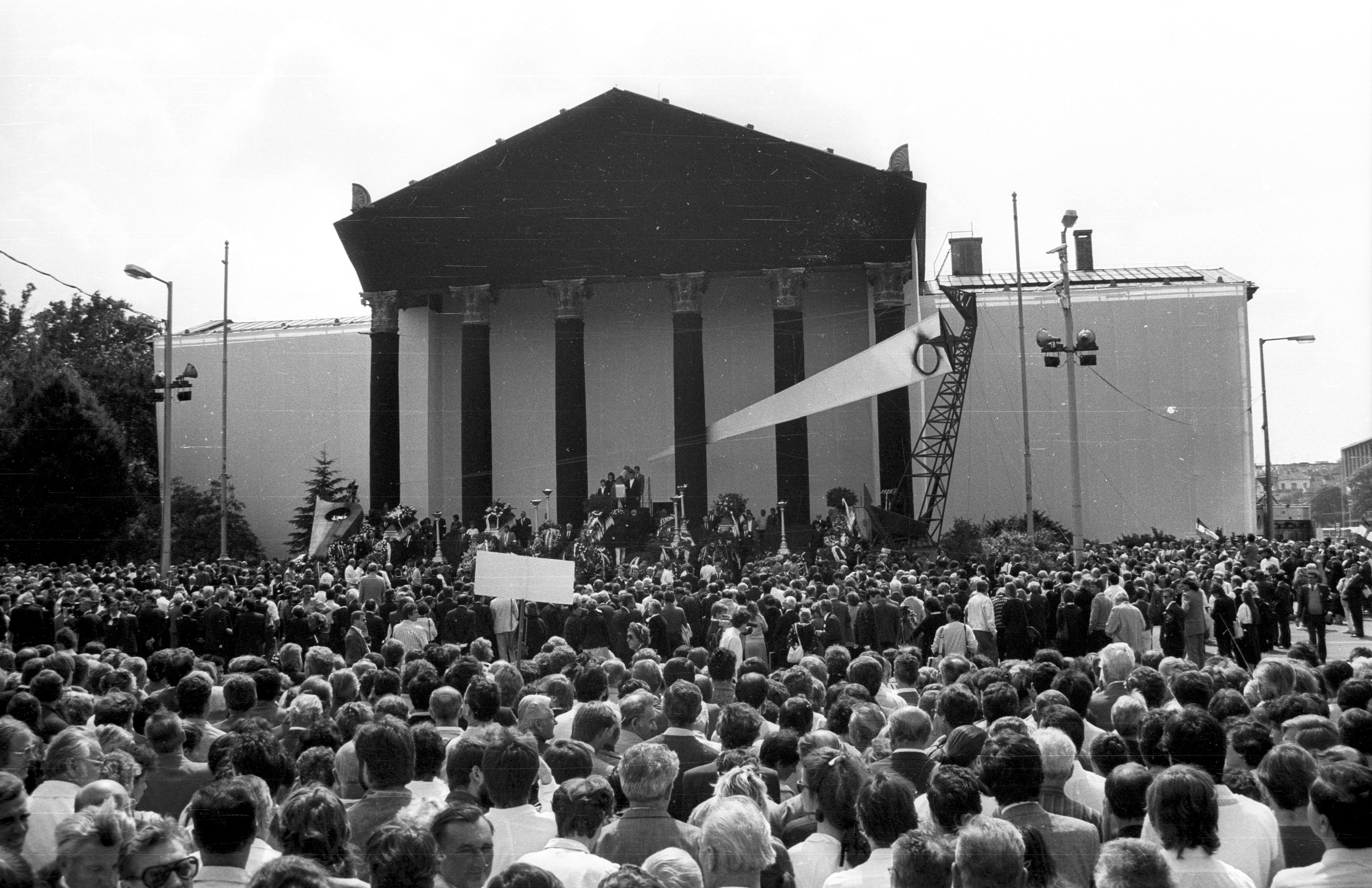
16 juin : funérailles d’Imre Nagy.

- 16 juin, république populaire de Hongrie : Imre Nagy reçoit des funérailles dignes d’un héros national[125]. Les lois d’immigration sont adoucies et la constitution révisée en faveur d’une démocratie multipartite.

- 6 juillet : discours de Gorbatchev à Strasbourg sur la « maison commune européenne »[128].
- 7 juillet : les Pays du pacte de Varsovie abandonnent la doctrine Brejnev sur la souveraineté limitée des États socialistes[137].
- 9-11 juillet : voyage triomphal de 3 jours du président américain George Bush en république populaire de Pologne[139].
- 10 juillet : l’ONU publie à Genève le Rapport sur les Droits de l’homme en Roumanie, rédigé par le professeur roumain Dumitru Mazilu. Celui-ci présente une vue très critique et un panorama bouleversant du régime communiste de Nicolae Ceaușescu[140].
- 10-24 juillet : en URSS, les mineurs de charbon se mettent en grève pour obtenir du savon[141]. La lenteur des réformes ne fait qu’aggraver la situation économique. Gorbatchev se rallie à une économie de marché conçue sur le modèle des économies mixtes des pays européens sociaux-démocrates. Il se heurte à l’inertie des intérêts en place, en particulier au Premier ministre Nikolaï Ryjkov.

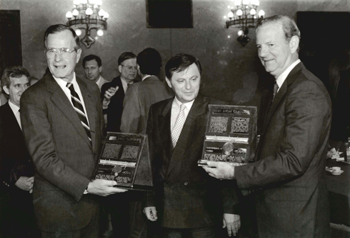
11 juillet : le Premier ministre hongrois Miklos Nemeth offre au président George H. W. Bush (à gauche) et au secrétaire d’État James Baker (à droite) des plaques contenant des barbelés pris sur le rideau de fer.

- 11-12 juillet : visite de 2 jours du président américain George Bush en Hongrie[142]. Dans un discours prononcé à l’Université de sciences économiques Karl Marx de Budapest le 12 juillet, le président américain annonce un plan d’aide à la Hongrie en sept points et l’octroie de la clause de la nation la plus favorisée[143].
- 16 juillet : des heurts entre Abkhazes et Géorgiens provoquent 18 morts et 137 blessés à la suite de l’ouverture d’une antenne de l’université de Tbilissi à Soukhoumi[144].
- 17 juillet : début de l’exode massif de réfugiés Allemands de l’Est par la frontière austro-hongroise[145]. Le secrétaire général du parti, Erich Honecker est contraint de faire des concessions : il octroie des laissez-passer multiples qui permettent aux Allemands de l’Ouest de rendre visite à leur famille, il donne l’ordre de cesser de tirer sur les fugitifs qui veulent franchir le « rideau de fer », mais entend tenir la frontière hermétiquement close. Les citoyens de RDA qui veulent quitter le pays se réfugient à la mission de la RFA à Berlin-Est (3 août) ou dans les ambassades ouest-allemandes à Budapest (4 août), à Varsovie, à Prague, qui sont bientôt pleines.

- 13 août : à l’occasion du 28e anniversaire de la construction du mur de Berlin, la RFA doit fermer son ambassade hongroise occupée par près de deux cents Allemands de l’Est. Situation identique à Vienne, Berlin-Est, Prague et Varsovie, toutes submergées par des réfugiés[145].
- 18 août : un Premier ministre non communiste, Tadeusz Mazowiecki, un des dirigeants de Solidarność forme un gouvernement de coalition en Pologne, approuvé par la Diète le 12 septembre. Le rôle dirigeant du parti communiste est aboli[128].
- 19 août : piquenique paneuropéen ; 600 Allemands de l’Est passent la frontière entre la Hongrie et l’Autriche[145].

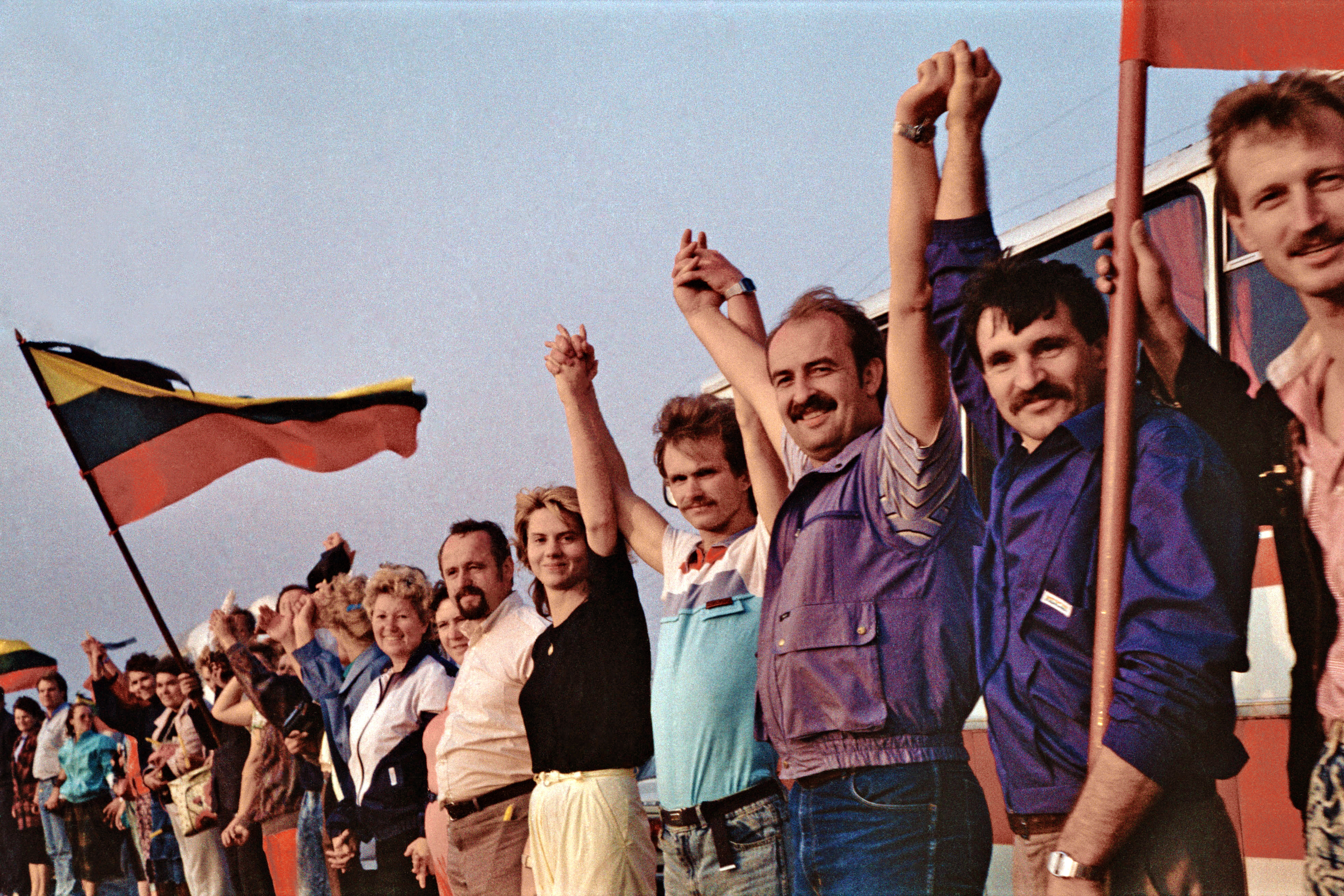
23 août : voie balte.

- 23 août : voie balte. Manifestation sous la forme d’une chaîne humaine dans les pays baltes, allant de Vilnius à Tallinn en passant par Riga, pour demander l’indépendance vis-à-vis de l’Union soviétique[125].
- 31 août : à l’initiative de la majorité moldave, le roumain est déclaré langue officielle en Moldavie[146]. Les problèmes ethniques et territoriaux dégénèrent en guerre civile. Des mouvements séparatistes apparaissent dans le sud et dans l’est du pays. Des fonctionnaires refusent d’appliquer localement la loi linguistique dans la région située à l’est du Dniestr où est installée une forte minorité slave. Un parti politique, Yedinstvo, (« unité » en russe), est créé et revendique une plus grande autonomie pour la Transnistrie. Il obtient l’organisation d’un référendum (28 janvier 1990), à la suite duquel les autorités locales annoncent, le 2 septembre 1990, la création de la république socialiste soviétique moldave du Dniestr[147].

- 4 septembre : début des manifestations du lundi à l’église Saint-Nicolas de Leipzig[148].
- 10 septembre : à minuit, la république populaire de Hongrie ouvre officiellement sa frontière avec l’Autriche. L’exode des Allemands de l’Est devient massif[149].
- 12 septembre : Tadeusz Mazowiecki est le premier Premier ministre polonais non communiste depuis la Seconde Guerre mondiale. Leszek Balcerowicz devient vice-Premier ministre et ministre des Finances. Son programme de réforme du système économique est voté par la Diète le 27 décembre[150]. Dans un contexte de crise économique aggravée, les syndicats contrôlés par les communistes attisent l’agitation sociale. Le gouvernement Mazowiecki manque d’unité pour agir en profondeur. Néanmoins il purge la police, dépolitise l’armée, établit la liberté de la presse, élargit l’autonomie locale et règle la question frontalière avec l’Allemagne. Sa principale faiblesse réside dans l’éclatement du camp anticommuniste, divisé entre l’Alliance du Centre (Lech Wałęsa et l’Église catholique), qui prône l’accélération des réformes et l’expulsion des ministres communistes, et le Mouvement des Citoyens pour l'Action Démocratique, qui soutient les options plus modérées de Mazowiecki.
- 27 septembre, république fédérale socialiste de Yougoslavie : l’assemblée slovène proclame le droit à l’autodétermination, sécession comprise. La Serbie répond en décembre par le boycott commercial de la Slovénie, qui reçoit l’appui de la Croatie[151]. Aucun plan de redressement économique ne peut être mis en œuvre en raison de la discorde entre les républiques yougoslaves. La république socialiste de Slovénie légalise les partis d’opposition en décembre, suivie par la république socialiste de Croatie en janvier 1990. Ils remportent les élections d’avril 1990[152].

- 1er et 5 octobre : arrivée à l’ouest de milliers d’Allemands de l’est passant par Prague dans les « trains de liberté »[153].
- 3 octobre : la RDA ferme sa frontière avec la Tchécoslovaquie pour éviter la poursuite de l’hémorragie[153]. Privé de possibilités de sortie, les Allemands de l’Est se mobilisent en masse, affrontent la police à Dresde (5 octobre), à Berlin (7 octobre) et à Leipzig (9 octobre)[153].
- 6 octobre : ouverture du XIVe congrès du Parti socialiste ouvrier hongrois (parti communiste), qui se dissout et devient le « parti socialiste hongrois » (MSZP), au programme social-démocrate[154]. Le gouvernement de transition Németh, appuyé par le Parlement hongrois, profite de l’éclatement du parti pour détruire les fondements du régime : les milices ouvrières sont dissoutes, les cellules du parti sont interdites sur les lieux de travail, ses comptes et ses biens sont révélés au public[155].

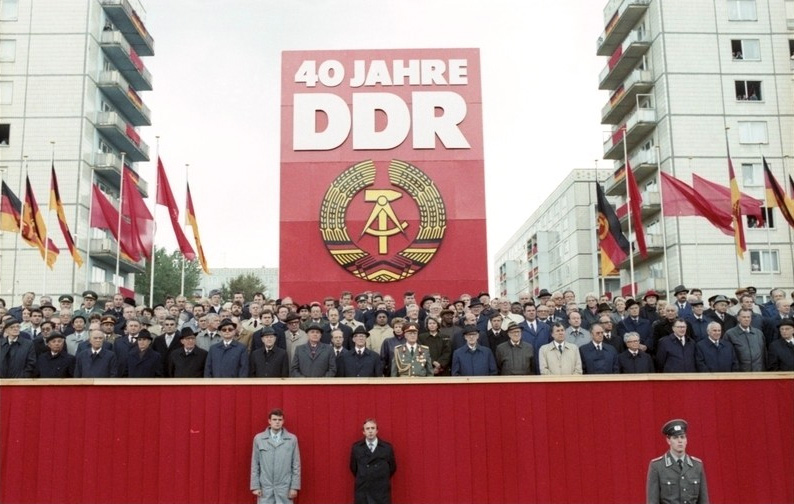
7 octobre : de la République démocratique allemande.

- 7 octobre : dernière grande manifestation populaire du régime communiste d’Allemagne de l’Est, à l’occasion du 40e anniversaire de la RDA[134].
- 9 octobre : 70 000 personnes manifestent à Leipzig en scandant : « Wir sind das Volk ! » (« Nous sommes le peuple ! »). Les forces de l’ordre n’interviennent pas[134].
- 18 octobre :
  - Gorbatchev refusant le recours aux tanks soviétiques (7 octobre[125]), Erich Honecker, secrétaire général du parti communiste et chancelier de RDA, quitte le pouvoir. Son successeur, Egon Krenz (18 octobre-3 décembre), à beau faire des concessions et rouvrir la frontière tchécoslovaque le 3 novembre, il est dépassé par l’ampleur du mouvement de contestation[153].
  - instauration du multipartisme en Hongrie, qui ne se désigne plus comme démocratie populaire[156].

- 23 octobre :

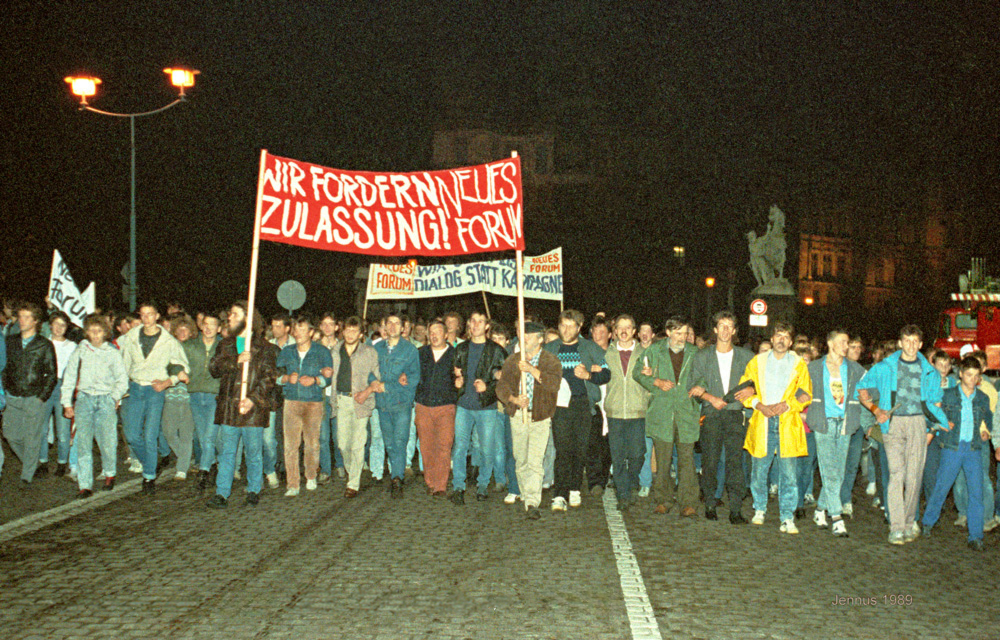
Manifestations du lundi à Leipzig le 23 octobre.

  - l’Union soviétique propose la liquidation de sa présence militaire à l’étranger (base et troupes) : c’est la fin programmée du pacte de Varsovie[157].
  - 300 000 personnes réclament à Leipzig la fin de la dictature communiste en Allemagne[148].
  - la république populaire de Hongrie prend le nom de république de Hongrie[142].
- 28 octobre : manifestation anti-gouvernementale place Venceslas à Prague, le jour du 71e anniversaire de la Tchécoslovaquie[158].

- 4 novembre : gigantesques manifestations à Berlin Est et dans toute la RDA[153].

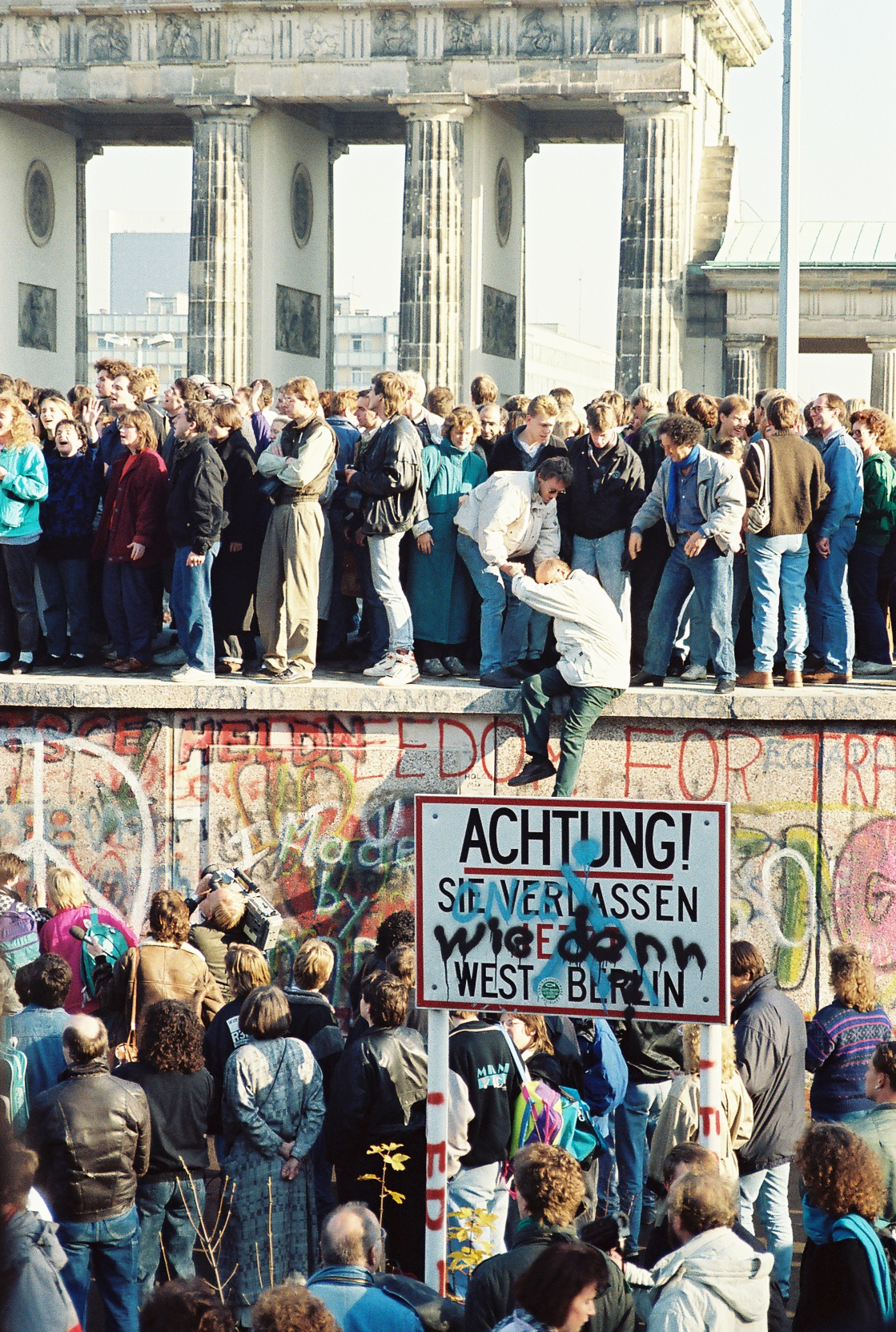
9 novembre : chute du mur de Berlin. Les Allemands de l’Est obtiennent la liberté de mouvement, sans en profiter pour émigrer vers l’Ouest prospère. La question de la survivance de la RDA se pose. Les communistes modérés comme le nouveau Premier ministre Hans Modrow et le secrétaire général Gregor Gysi, espèrent conserver un système socialiste qui serait devenu libéral, mais de Leipzig part une revendication en faveur de la réunification des deux Allemagnes, mot d’ordre qui trouve une approbation croissante dans l’opinion publique.

- 9 novembre : chute du mur de Berlin, marquant la fin symbolique de la guerre froide[129]. Egon Krenz doit se résoudre à ouvrir ses portes à l’ouest.
- 10 novembre :
  - démission du dictateur bulgare Todor Jivkov au pouvoir depuis 1954 en république populaire de Bulgarie. Après un plaidoyer qui manque de sincérité en faveur d’un « pluralisme socialiste », sa politique d’assimilation forcée des turcophones témoigne d’un nationalisme borné et, quand il leur laisse par défi la possibilité de partir, 300 000 d’entre eux gagnent la Turquie. Ces mesures outrancières incitent les communistes les plus modérés, regroupés autour de Petar Mladenov, à acculer à la démission Todor Jivkov), puis à l’expulser du parti[125]. L’opposition, rassemblée dans l’Union des Forces Démocrates (UFD) obtient du gouvernement qu’il amende la Constitution, mette un terme au monopole du parti communiste et permette aux turcophones de reprendre leurs noms musulmans.
  - les Ossètes réclament leur autonomie en Géorgie[132].

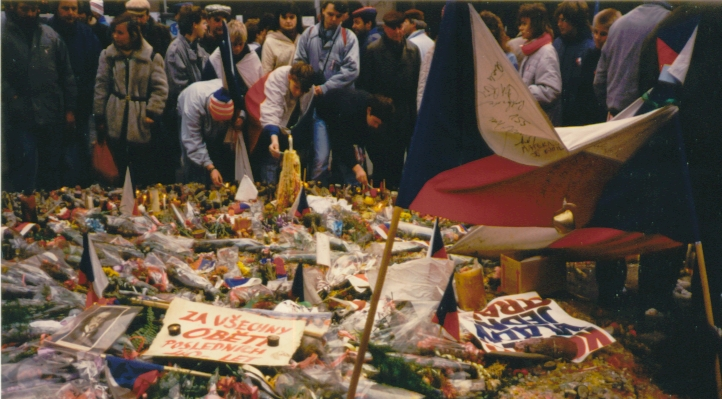
17 novembre : Révolution de Velours

- 17 novembre : début de la révolution de velours en République socialiste tchécoslovaque. La répression brutale d’une manifestation d’étudiants à Prague incite la population à réagir les jours suivants d’une manière spontanée et à se rallier aux revendications d’un nouveau parti d’opposition formé le 19 novembre, le Forum civique : démocratie, fin du rôle dirigeant du parti communiste, liberté des médias[158].

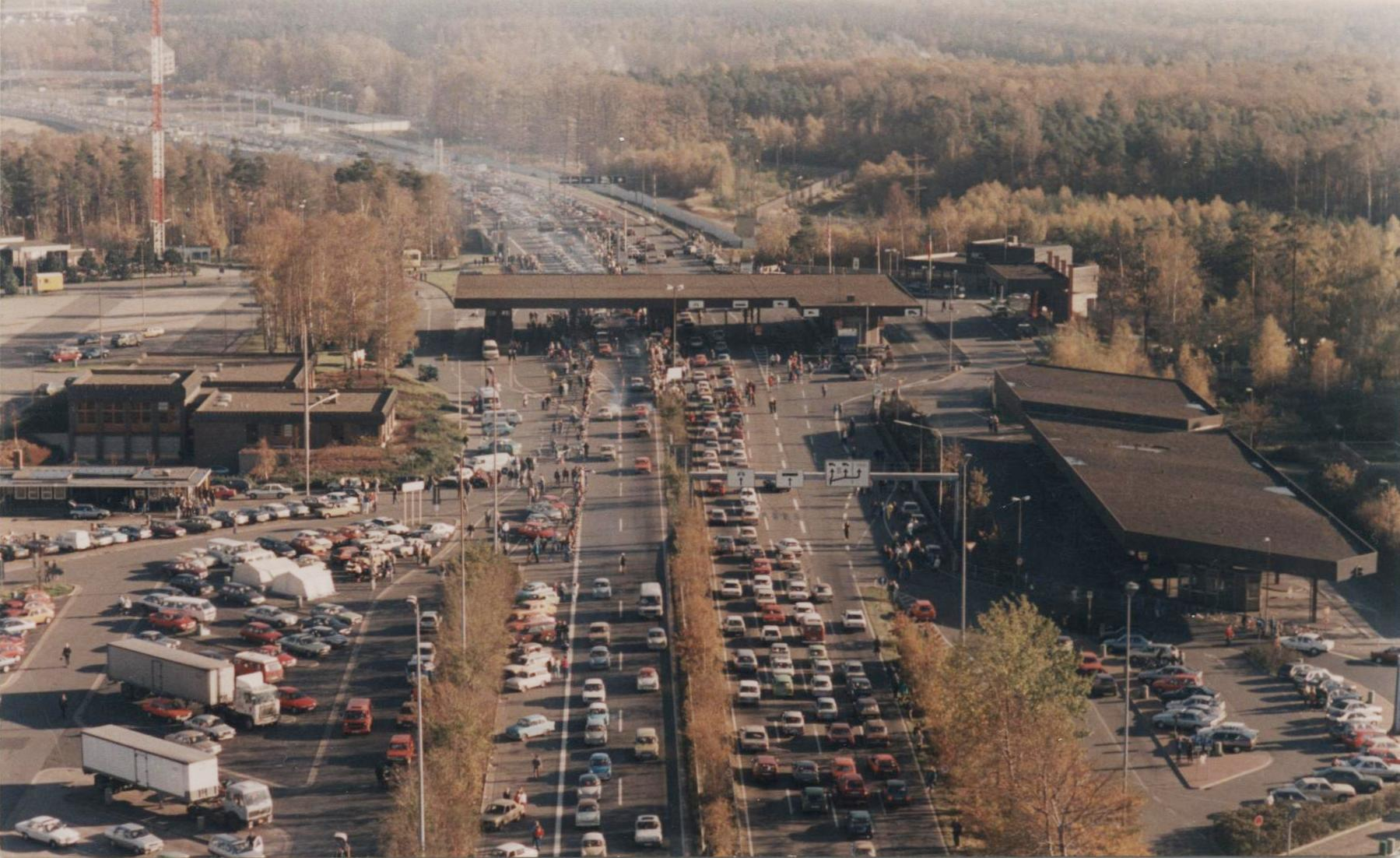
Ouverture de la frontière entre les deux Allemagnes.

- 24 novembre : le secrétaire général du parti communiste tchécoslovaque Milos Jakes démissionne[158]. Son successeur Karel Urbánek occupe le poste moins d’un mois.
- 28 novembre :
  - Helmut Kohl présente un plan de réunification de l’Allemagne en dix points[137]. Il propose de négocier dans un premier temps une union monétaire qui jetterait les bases d’une communauté économique.
  - le Forum civique est officiellement reconnu comme parti d’opposition en Tchécoslovaquie[158].
- 29 novembre : abolition du rôle dirigeant du parti communiste en Tchécoslovaquie[125].

- 2 décembre : sommet au large des côtes de Malte entre Gorbatchev et Bush, qui scelle l’établissement de relations de confiance mutuelle entre les États-Unis et l’URSS[129].
- 8 décembre : au conseil européen de Strasbourg (sous présidence française), la Communauté européenne consacre le droit à l’autodétermination du peuple allemand[159].
- 10 décembre : Gustáv Husák, président de la République socialiste tchécoslovaque, se retire sous la pression populaire et, le même jour, un nouveau gouvernement non communiste dirigé par Marián Čalfa prend le pouvoir, établit le multipartisme ; fin du rôle dirigeant du parti communiste tchécoslovaque[125].
- 13 décembre : abolition du « rôle dirigeant du parti communiste » en république populaire de Bulgarie[160].
- 15 décembre : la Cour internationale de justice de La Haye se prononce en faveur de Dumitru Mazilu, Rapporteur spécial pour les droits de l’homme et de la jeunesse, dans un différend qui oppose les Nations unies au régime Ceaușescu[161].
- 16 décembre :
  - début de la Révolution roumaine. Manifestations à Timișoara (Transylvanie) contre l’arrestation du pasteur magyar, László Tőkés, défenseur des droits de l’homme de la minorité hongroise en Roumanie[125]. L’armée ouvre le feu sur la foule, tuant plusieurs dizaines de personnes (et non des milliers, comme les médias occidentaux le prétendent sur le moment)[162].
  - Die Wende : la SED, parti communiste d'Allemagne de l'Est change son nom en PDS : Partei der Demokratischen Sozialisten : parti des socialistes démocratiques.
- 21 décembre, Bucarest : Nicolae Ceaușescu est hué par le peuple pendant son discours public contre les émeutes de Timişoara[125]. Déclenchement de la révolution à Bucarest.
- 22 décembre : chute du régime communiste en Roumanie. L’armée faisant défection, Nicolae Ceaușescu est contraint de quitter Bucarest avec sa femme Elena. Ils sont capturés plus tard, ce même jour, à quelques dizaines de kilomètres de Bucarest. Une brève guerre civile provoque de nombreuses victimes. Le conseil du Front de salut national, dirigé par l’ancien dirigeant communiste Ion Iliescu, exerce finalement le pouvoir exécutif intérimaire. Des dirigeants du régime de Ceausescu sont arrêtés et emprisonnés. Le 24 décembre, Ion Iliescu proclame que la révolution est « victorieuse »[163].
- 24 décembre : totale liberté de circulation entre l’est et l’ouest de l’Allemagne[164].
- 25 décembre : exécution du dictateur Nicolae Ceaușescu et de son épouse Elena, fusillés à la suite d’un procès expéditif rendu par une cour martiale de complaisance, à Târgovişte[125].De tous les pays de l'Est ayant renversé les régimes en place après la chute du mur de Berlin dans la période allant de l'automne 1989 à 1991, la Roumanie est, avec la Russie, le seul où cette métamorphose coûta des vies.
- 28 décembre : Alexander Dubček est élu président du Parlement en Tchécoslovaquie[125].
- 29 décembre :
  - Václav Havel est élu président de la République tchèque[125].
  - abolition du « rôle dirigeant du Parti communiste » en Pologne[165].
- 31 décembre : abolition de la peine de mort en Roumanie[125].

## Décès en 1989

Ayatollah Khomeini.

Personnalités majeures décédées en 1989

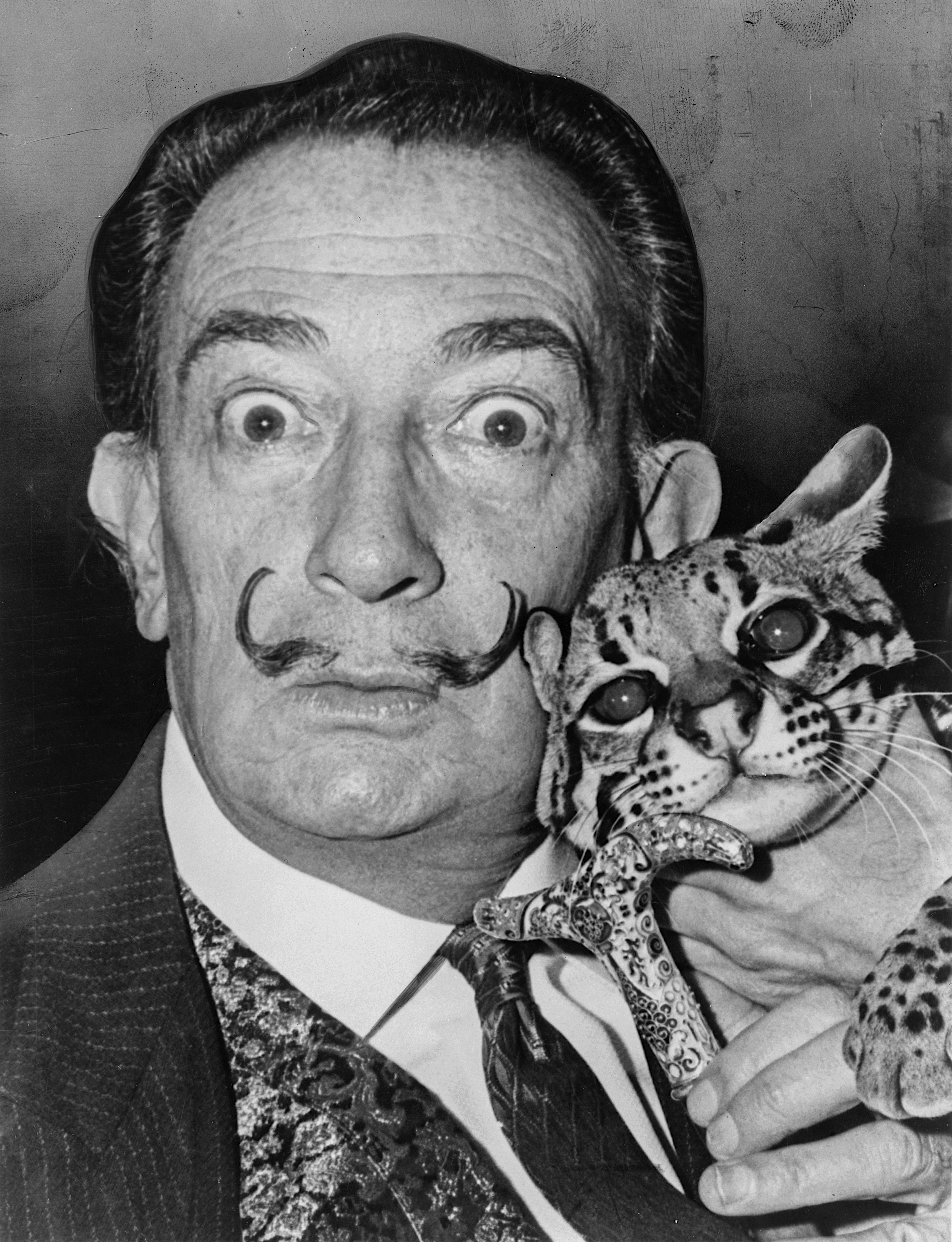
Salvador Dali

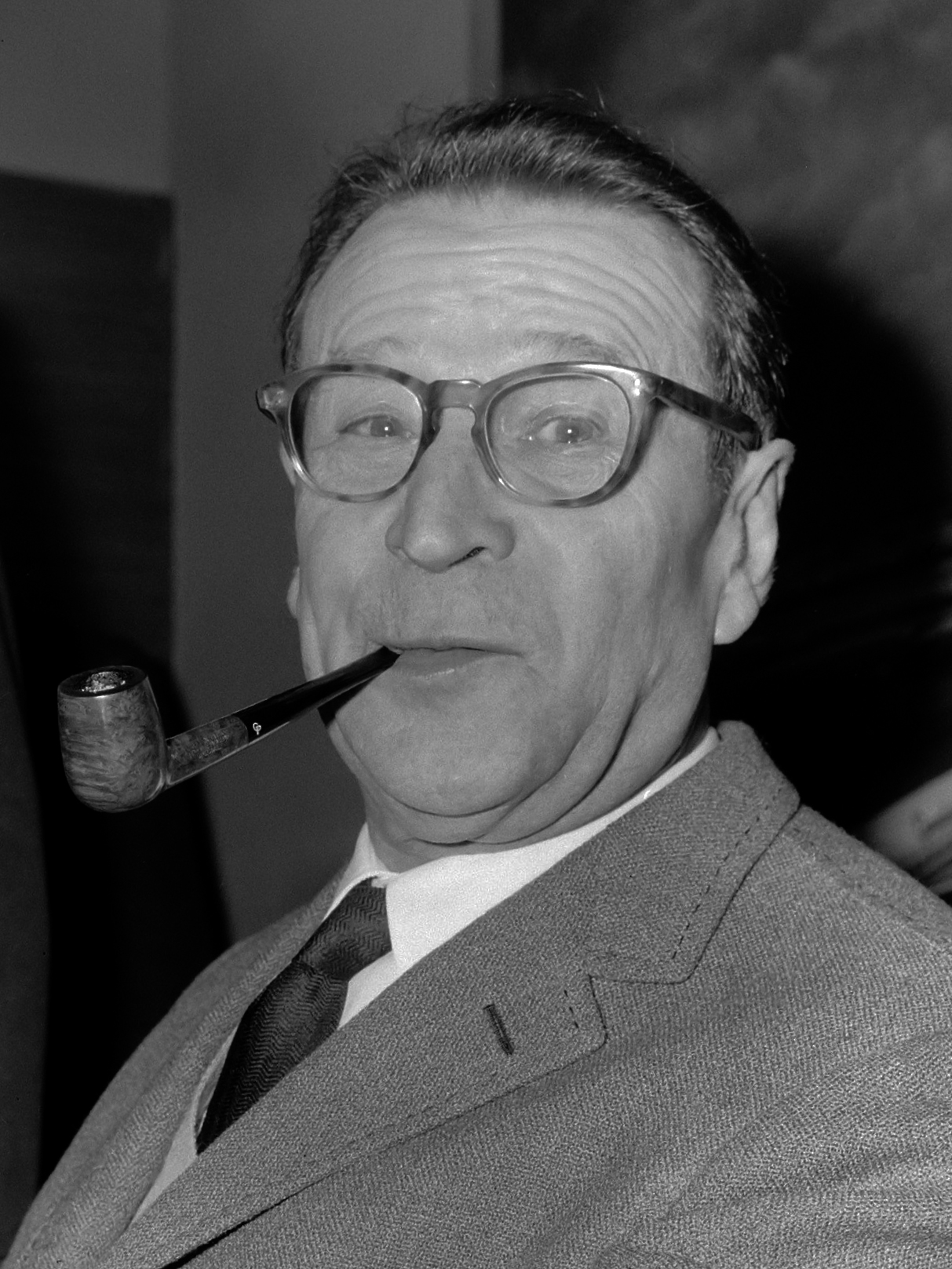
Georges Simenon

- 7 janvier : Hirohito (empereur du Japon)
- 23 janvier : Salvador Dalí (peintre et graveur espagnol)
- 3 février : John Cassavetes (cinéaste et acteur américain)
- 27 février : Konrad Lorenz (biologiste et zoologiste autrichien)
- 29 mars : Bernard Blier (acteur français)
- 12 avril : Sugar Ray Robinson (boxeur américain)
- 15 avril : Charles Vanel (acteur français)
- 30 avril : Sergio Leone (cinéaste italien)
- 3 juin : Ayatollah Khomeini (chef religieux et homme politique iranien)
- 6 juillet : János Kádár (homme politique hongrois)
- 11 juillet : Laurence Olivier (acteur et cinéaste britannique)
- 16 juillet : Herbert von Karajan (chef d’orchestre autrichien)
- 4 septembre : Georges Simenon (écrivain belge francophone)
- 6 octobre : Bette Davis (actrice américaine)
- 5 novembre : Vladimir Horowitz (pianiste ukrainien)
- 14 décembre : Andreï Sakharov (physicien russe)
- 22 décembre : Samuel Beckett (écrivain irlandais)
- 25 décembre : Nicolae Ceaușescu (homme politique roumain)